# Агеєв Пилип Павлович
Пилип Павлович Агеєв (рос. Филипп Павлович Агеев; 1 (14) листопада 1910, Провороть — 22 вересня 1979) — радянський офіцер, Герой Радянського Союзу, в роки радянсько-німецької війни командир вогневого взводу 292-го гвардійського стрілецького полку 97-ї гвардійської стрілецької дивізії 5-ї гвардійської армії Воронезького фронту, гвардії старшина.

## Біографія
Народився 14 листопада 1910 року в селі Провороті (тепер Горшеченського району Курської області) в сім'ї робітника. Росіянин. Член ВКП(б) з 1943 року. Освіта неповна середня. Працював забійником Метробуду в Москві.
У 1934 році призваний до лав Червоної Армії. У 1936 році демобілізувався. Вдруге призваний в 1942 році. У боях радянсько-німецької війни з лютого 1942 року. Воював на Воронезькому фронті.
6 серпня 1943 року в районі Бєлгорода при відбитті танкової атаки противника гвардії старшина П. П. Агеєв особисто знищив з гармати танк і сім німців. 13 серпня 1943 року взвод знищив два танки, кілька кулеметних точок. Коли вийшла з ладу обслуга однієї з гармат, П. П. Агеєв, діючи за навідника, підбив ще два танки.
Указом Президії Верховної Ради СРСР від 22 лютого 1944 року за зразкове виконання бойових завдань командування і проявлені при цьому мужність і героїзм гвардії старшині Агеєву Пилипу Павловичу присвоєно звання Героя Радянського Союзу з врученням ордена Леніна і медалі «Золота Зірка» (№ 3310).

Могила Пилипа Агеєва

Після закінчення війни лейтенант П. П. Агеєв — в запасі. Жив у Києві. Помер 22 вересня 1979 року. Похований у Києві на Байковому кладовищі.

## Нагороди
Нагороджений орденом Леніна, двома орденами Вітчизняної війни 1-го ступеня, медалями.